# The Survival of Kindness
The Survival of Kindness è un film drammatico australiano del 2022 scritto, prodotto e diretto da Rolf de Heer. È stato presentato in anteprima mondiale all'Adelaide Film Festival il 23 ottobre 2022 e in concorso al 73º Festival internazionale del cinema di Berlino il 17 febbraio 2023, dove ha gareggiato per l'Orso d'oro e ha vinto il Premio FIPRESCI per il miglior film.

## Trama
Allegoria del razzismo, il film segue le vicende di BlackWoman, che viene abbandonata in una gabbia su una roulotte in mezzo al deserto. La sua fuga porta a una città, alla riconquista e alla tragedia.

## Accoglienza
Su Rotten Tomatoes, il film ha un indice di gradimento dell'89% basato su 9 recensioni, con una valutazione media di 6,6/10. Su Metacritic, ha un punteggio medio ponderato di 66 su 100 basato su 6 recensioni, indicando "Recensioni generalmente favorevoli".